# هكتور إدواردز
هكتور إدواردز (بالإنجليزية: Hector Edwards)‏ هو دراج باربادوسي، ولد في 18 مارس 1949.

## وصلات خارجية
- هكتور إدواردز على موقع أرشيف الدراجات (الإنجليزية)
- هكتور إدواردز على موقع إحصائيات الدراجات الإحترافية (الإنجليزية)
- هكتور إدواردز على موقع أوليمبيديا (الإنجليزية)
- هكتور إدواردز على موقع اتحاد ألعاب الكومنولث (مؤرشف) (الإنجليزية)